# Municipio de Rockville (Kansas)
El municipio de Rockville (en inglés: Rockville Township) es un municipio ubicado en el condado de Rice en el estado estadounidense de Kansas. En el año 2010 tenía una población de 144 habitantes y una densidad poblacional de 1,54 personas por km².

## Geografía
El municipio de Rockville se encuentra ubicado en las coordenadas 38°18′5″N 97°58′20″O / 38.30139, -97.97222. Según la Oficina del Censo de los Estados Unidos, el municipio tiene una superficie total de 93.68 km², de la cual 93,64 km² corresponden a tierra firme y (0,04 %) 0,04 km² es agua.

## Demografía
Según el censo de 2010, había 144 personas residiendo en el municipio de Rockville. La densidad de población era de 1,54 hab./km². De los 144 habitantes, el municipio de Rockville estaba compuesto por el 97,22 % blancos, el 0,69 % eran asiáticos y el 2,08 % eran de una mezcla de razas. Del total de la población el 0 % eran hispanos o latinos de cualquier raza.